# Xã St. Joseph, Quận Kittson, Minnesota
Xã St. Joseph (tiếng Anh: St. Joseph Township) là một xã thuộc quận Kittson, tiểu bang Minnesota, Hoa Kỳ. Năm 2010, dân số của xã này là 56 người.